# Bob Ducsay
Pour les articles homonymes, voir Kahn.
Bob Ducsay est un chef monteur américain.

## Filmographie

### Cinéma

#### Longs métrages
- 1989 : Catch Me If You Can de Stephen Sommers
- 1990 : Fatal Charm (vidéo) de Fritz Kiersch
- 1991 : Killing Streets de Stephen Cornwell
- 1992 : The Finest Hour de Shimon Dotan
- 1992 : Hit the Dutchman de Menahem Golan
- 1993 : Les Aventures de Huckleberry Finn (The adventures of Huck Finn) de Stephen Sommers
- 1994 : L'Amour et un 45 (Love and a .45) de C.M. Talkington
- 1994 : Le Livre de la jungle (The Jungle Book) de Stephen Sommers
- 1996 : Tremors 2 : Les Dents de la Terre (Tremors II: Aftershocks) de S. S. Wilson
- 1997 : Star Kid de Manny Coto
- 1998 : Un cri dans l'océan (Deep Rising) de Stephen Sommers
- 1999 : La Momie (The Mummy) de Stephen Sommers
- 2001 : Le Retour de la momie (The Mummy Returns) de Stephen Sommers
- 2001 : Impostor de Gary Fleder
- 2004 : Van Helsing de Stephen Sommers
- 2009 : G.I. Joe : Le Réveil du Cobra (G.I. Joe: The Rise of Cobra) de Stephen Sommers
- 2011 : Le Dernier des Templiers (Season of the Witch) de Dominic Sena
- 2012 : Looper de Rian Johnson
- 2013 : Jack le chasseur de géants (Jack the Giant Slayer) de Bryan Singer
- 2014 : Godzilla de Gareth Edwards
- 2015 : San Andreas de Brad Peyton
- 2016 : Ninja Turtles 2 (Teenage Mutant Ninja Turtles: Out of the Shadows) de Dave Green
- 2017 : Star Wars, épisode VIII : Les Derniers Jedi (Star Wars: Episode VIII – The Last Jedi) de Rian Johnson
- 2018 : Rampage : Hors de contrôle (Rampage) de Brad Peyton
- 2019 : Godzilla 2 : Roi des monstres (Godzilla: King of the Monsters) de Michael Dougherty
- 2019 : À couteaux tirés (Knives Out) de Rian Johnson
- 2022 : Glass Onion : Une histoire à couteaux tirés de Rian Johnson

#### Courts métrages
- 1990 : Writer's Block de Fred Gallo
- 2004 : Revenge of the Mummy: The Ride de Michael Carone et Stephen Sommers

### Télévision

#### Séries télévisées
- 1998 : L.A. Docs

#### Téléfilms
- 1988 : State of Fear de Stephen Cornwell
- 1993 : Silent Victim de Menahem Golan

## Distinctions

### Récompenses
- Saturn Awards 2018 : Meilleur montage pour Star Wars, épisode VIII : Les Derniers Jedi
- Saturn Awards 2020 : Meilleur montage pour À couteaux tirés (Knives Out)